# Linköping Arena
Linköping Arena, officiellt Bilbörsen Arena, är en fotbollsanläggning i Linköping i Sverige. Första spadtaget togs 29 augusti 2011. Invigningen skedde 5 maj 2013 med bland andra Markoolio och 5 361 åskådare (fri entre) som såg Linköpings FC möta KIF Örebro i Damallsvenskan.
Linköpings kommun har tecknat ett avtal med fastighetsbolaget Botrygg att under 25 år få hyra anläggningen för 11,4 Mkr per år räknat i 2010 års penningvärde.
I april 2023 tecknades avtal med Bilbörsen om att namnbyte av arenan.

## Historik
Arenan är placerad i stadsdelen Kallerstad. Den byggdes för att ersätta Folkungavallen som stadens huvudarena för fotboll.
Linköpings kommunstyrelse beslutade november 2010 att fastighetskoncernen Botrygg skulle stå för arenabygget. Därefter skulle få hyra ut arena till kommunen i 25 års tid. Kommunens totalkostnad skulle då som mest vara 11,4 miljoner per år. Augusti 2011 togs de första spadtagen i arenabygget, och i spadarna höll Svenska Fotbollförbundets ordförande Lars-Åke Lagrell i lag med spelare från Linköpings FC. Byggherren Botrygg bedömde då totalkostnaderna för att bygga arenan till omkring 150 miljoner kronor. Arenan var i det läget känd som Arena Linköping.
Juli 2012 var den kommande arenan fortfarande namnlös. Kommunstyrelsens ordförande meddelade dock att arena inte skulle komma att heta Lindvallen. Kommunen letade samtidigt efter en extern namnsponsor. Mars 2013 meddelade kommunstyrelsens ordförande att arenans kommande namn skulle vara Linköping Arena.
22 april 2013 spelade Linköping FC sin första hemmamatch i Damallsvenskan på Folkungavallen, på grund av gräsets kvalitet på den nya arenans plan, efter den långa vintern. Arenainvigningen försköts därför något. 5 maj skedde till slut den officiella invigningen, där Linköping spelade sin första match där och Markoolio var anlitad som underhållare. 12 juli var man värd för den första internationella matchen, då Spanien besegrade England med 3–2 i årets dam-EM.
Vid invigningen 2013 var inte södra läktaren byggd.
Bakom södra läktaren uppfördes en skola, Arenaskolan, som invigdes oktober 2016. Arenaskolan har årskurserna 7-9 och har idrottsprofil.

## Arenafakta
Läktarkapaciteten på 8 500 platser varav 7 400 är sittplatser. 5 000 av läktarplatserna är under tak.
Arenan hade under 2013 års UEFA-mästerskap för damer, Dam-EM, då det var krav på gräs som underlag. Efter EM så byttes gräset ut och är sedan 2014 belagd med konstgräs.
Arenan har idag 6 omklädningsrum för uthyrning och mediarum, styrketräningsrum och många andra faciliteter så som stor VIP-våning för 150 gäster och ytterligare 3 konferensrum som kan hyras av alla. Antalet kiosker på arenan är 6 stycken.
Arenan har idag två fasta hyresgäster, Linköping FC (LFC) och Hemgårdarnas BK (HBK) som hyr egna omklädningsrum m.m. och spelar sina hemmamatcher på arenan. Även BK Derby använder arenan för hemmamatcher.